# مسجد الجمعة في دربند
مسجد جمعة الدربندي هو من أقدم مسجد في روسيا واتحاد الدول المستقلة و كذا أحد أقدم مساجد العالم. يقع المسجد في مركز مدينة دربند القديمة.